# Férule commune
Ferula communis
Pour les articles homonymes, voir Férule.
Espèce
Classification phylogénétique
Statut de conservation UICN

 LC  : Préoccupation mineure
La Férule commune (Ferula communis) est une plante méditerranéenne du genre Ferula et de la famille des apiacées. Son « latex » contient des composés toxiques pour les animaux herbivores.

Elle fleurit en mai-juin, se présentant sous forme d'un arbrisseau aux ombelles spectaculaires par leur taille.

## Histoire
Le poète Hésiode explique dans sa Théogonie que Prométhée déroba le feu aux dieux grâce à une tige de férule, allusion à ses propriétés combustibles. Théophraste, au IIIe siècle av. J.-C., parle de la férule commune dans son ouvrage Histoire des plantes, où, au Livre I il décrit les racines « charnues », au Livre VI il débat de l’espèce, au Livre VIII du silphium, et au livre IX  des feuilles. Dans le culte de Dionysos, la tige de férule était un attribut analogue au thyrse.

## Description

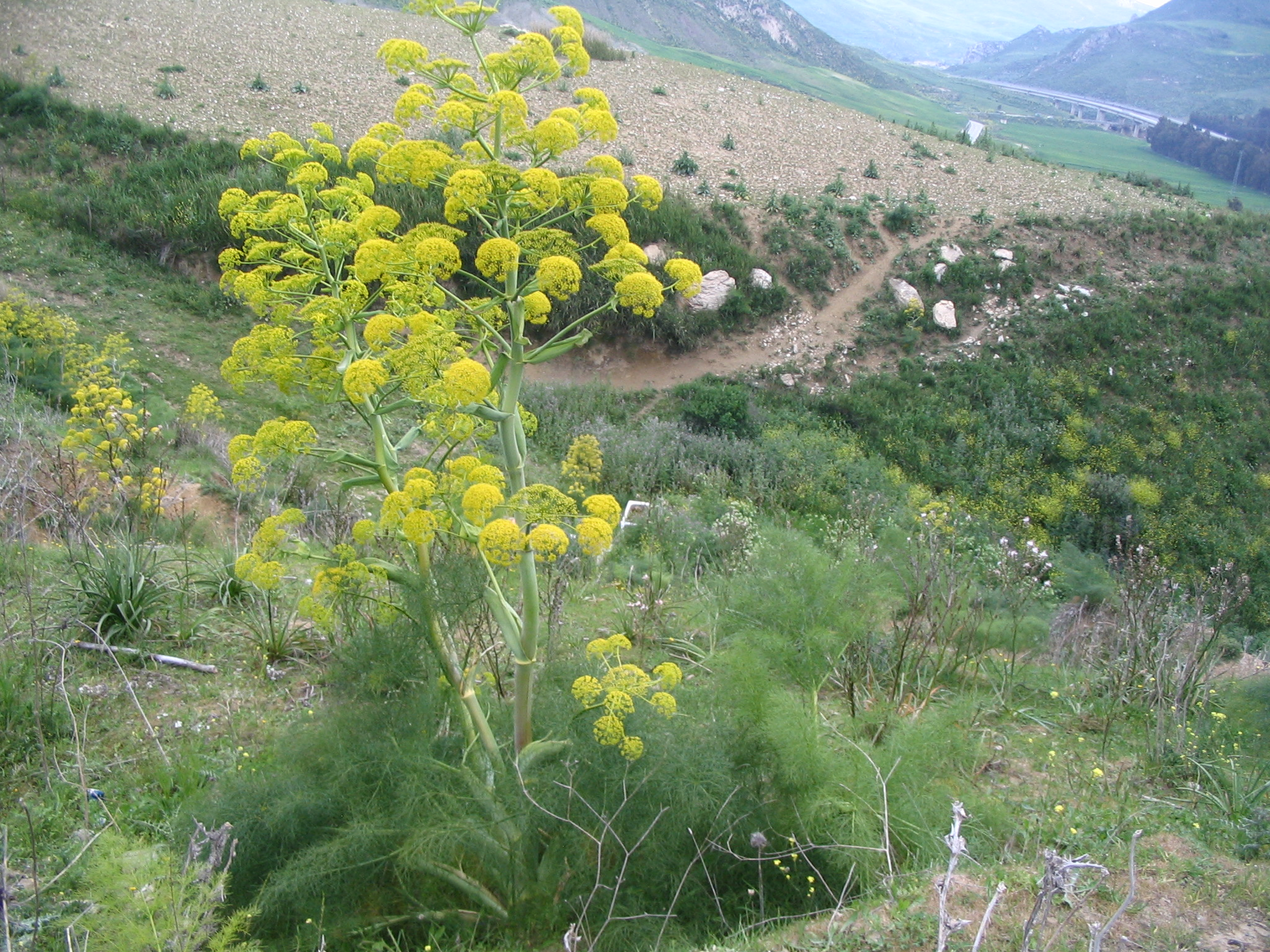
Férule commune, floraison en avril, sur des sols dégradés en Sicile centrale (Ponte Cinque Archi).

- Arbrisseau vivace pouvant atteindre deux mètres de haut, à croissance très rapide (quelques semaines).
- Tige érigée, cylindrique et emplie de moelle. Dans certaines conditions cette moelle peut, plus ou moins, se dégrader, d'où l'affirmation fausse, présente dans certaines flores françaises, que cette tige est creuse.
- Feuilles souples pennées et linéaires apparaissant après la floraison ; longues feuilles engainantes au moment de la floraison.
- Grandes ombelles de fleurs jaune d'or à étamines saillantes.

## Habitats
Garrigue. 

## Statuts de protection, menaces
L'espèce est évaluée comme non préoccupante aux échelons mondial et français.

## Toxicologie, écotoxicologie

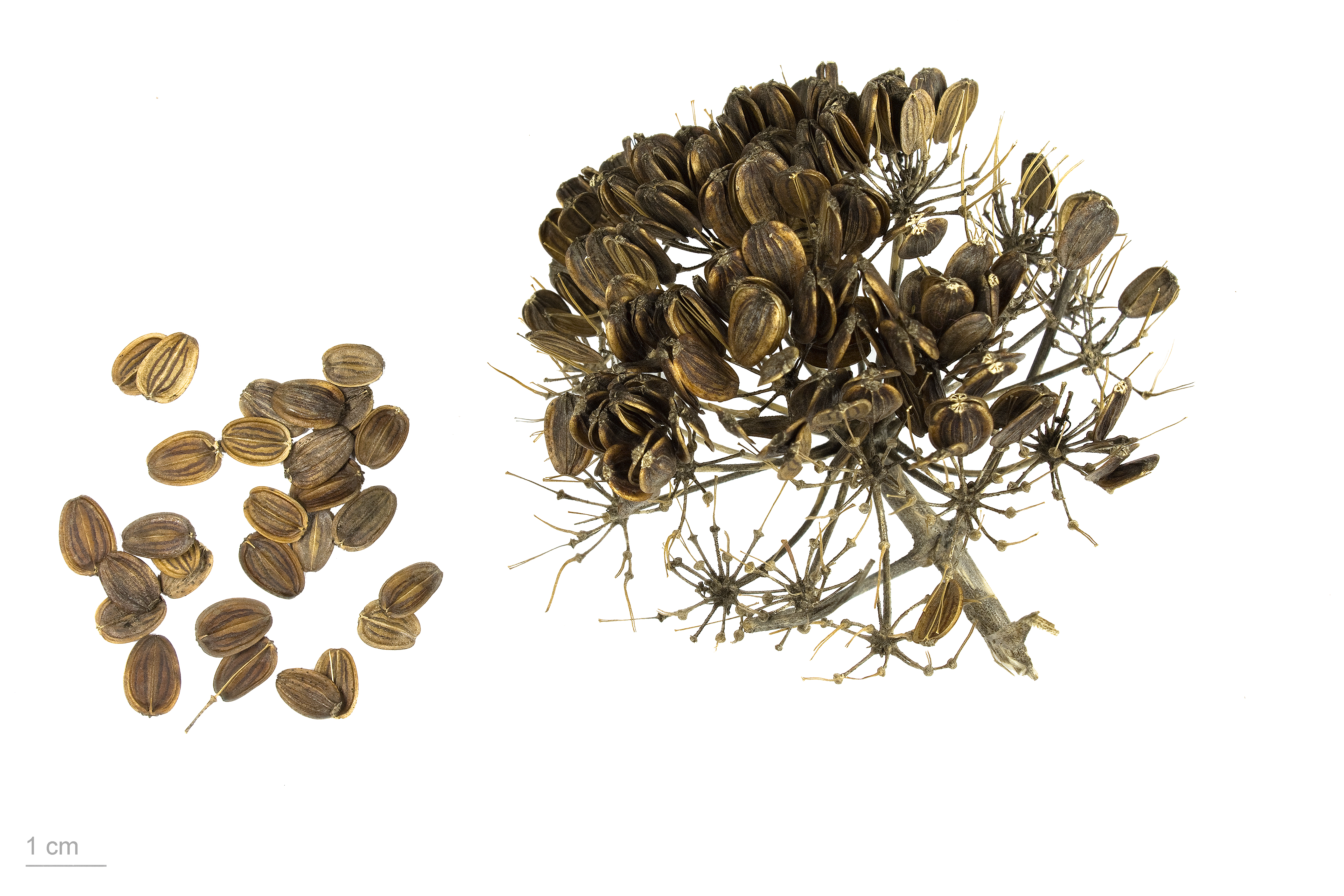
Graines séchées de Ferula communis - Muséum de Toulouse

La férule contient des composés toxiques. Les premiers identifiés ont été des phénylpropanoïdes et plus précisément des coumarines prénylées.

En plus des complexes sesquiterpène-coumarine déjà connus, d'autres composés ont été plus récemment identifiés dans les racines ; deux molécules cycliques de coumarines farnésylées et deux nouveaux dérivés cycliques de chromones farnésylées. Ce sont ces coumarines prénylées qui confèrent aux férules communes leur toxicité anticoagulante. De ce fait, leur ingestion peut poser des problèmes toxicologiques et écotoxicologiques.
Les sesquiterpènes synthétisés par cette plante, en particulier dans ses rhizomes, pourraient peut-être servir à produire des médicaments tels que des anti-mycobactériens,
En France, une cartographie de cette espèce est en cours depuis 2012 - 2014 par le laboratoire des xénobiotiques de l’Institut d'enseignement supérieur et de recherche en alimentation, santé animale, sciences agronomiques et de l’environnement (VetAgro Sup, ancienne École nationale vétérinaire de Lyon), en raison des risques inhérents à la consommation de férules (Ferula communis ou Ferula glauca) par des herbivores. On observe une distribution très marquée entre les Ferula communis (communis et microcarpa) et les Ferula glauca sans mélange. Pour Ferula arrigonii, elle se développe uniquement à l'extrémité sud de la Corse.(Reduron 2007, Gault 2016)

Cette étude se fait avec une dynamique de sciences participatives ; les botanistes (de Tela botanica notamment) étant invités à signaler des gisements de férules potentiellement accessibles à des mammifères  herbivores (domestiques et/ou sauvages) et - dans la mesure du possible - à envoyer 10 à 50 grammes de feuilles sèches basales, avec leur géolocalisation.

Ceci permettra également une étude génomique, intégrée à un projet européen d'analyse du risque pour les herbivores domestiques et sauvages dans le bassin méditerranéen (Dettori 2016).

## Ethnologie
On a souvent répété que dans l'Antiquité les tiges de férule étaient utilisées pour transporter le feu. Prométhée aurait dérobé le feu sacré en le transportant dans une tige de férule. Cette assertion est douteuse, car la tige de férule n'est pas creuse, mais remplie de moelle. Des essais récents ne sont pas concluants.
Pourtant en Corse, la férule commune est traditionnellement employée - mais la tradition se perd - à Pâques pour porter le feu nouveau ; la moelle est allumée pour brûler lentement. Toujours traditionnellement la férule sert pour affûter les rasoirs, les outils, surtout avant l’introduction en Corse de l’agave d’Amérique, ainsi que pour confectionner des tabourets légers utilisés pour la traite. - À Cervione, lors du pèlerinage à la Croce di e Stupide, le 3 mai, on installe des croix faites avec de la férule pour la protection des cultures. – Au Cap Corse, on fait des décoctions de férule pour des pratiques magiques. – 
La férule est crainte par les bergers : quand elle commence à monter à fleurs, elle élabore un principe anticoagulant ; c’est l’époque de la transhumance, et si les bêtes en mangent elles peuvent mourir d’hémorragie (férulisme). Cet effet anticoagulant est étudié pour une utilisation en médecine humaine. Quand la férule est sèche, elle gonfle comme une éponge et peut étouffer l’animal.
En Afrique du Nord, cette plante est consommée malgré sa toxicité. Seuls les épis qui contiennent les fleurs sont récoltés avant maturité puis préparés en ne gardant que les boucles de fleurs pour les faire cuire à vapeur. Elles sont présentées en salade avec du vinaigre blanc et du poivre. Consommée en Algérie, on l'appelle  Kbell .

## Huile essentielle
Les huiles essentielles extraites de différentes parties de la plante sont hétérogènes : les HE extraites de la tige sont riches en sesquiterpènes oxygénés et les hydrocarbures sesquiterpéniques, celles extraites de la feuille (partie riche en coumarines et en acide tannique) et de la fleur sont principalement composées d'hydrocarbures monoterpéniques. L'huile essentielle de fruit est dominée par les hydrocarbures sesquiterpéniques .